# Henley Business School
Henley Business School — бизнес-школа Великобритании, основанная в 1945 году. Является частью Хенли бизнес-колледжа и входит в состав Редингского университета.
Хенли бизнес-школа, обладает тройной аккредитацией (AMBA, EQUIS, AACSB) и ежегодно занимает высокие позиции в мировом рейтинге, являясь третьей в мире по объему удовлетворения спроса потребителей краткосрочного и долгосрочного бизнес образования.
Хенли бизнес-школа предлагает программы MBA: Flexible Executive, part-time, full-time и DBA.Программы ориентированы, главным образом, на опытных менеджеров-практиков, руководителей высшего и среднего звена корпораций, менеджеров малого и среднего бизнеса, владельцев компаний и предпринимателей.
В Хенли бизнес школе числятся приблизительно 7 000 слушателей программы из более 140 стран (непосредственно или через её филиалы). За время своего существования, Хенли бизнес-школа выпустила более 35 000 выпускников.
Средний возраст слушателей — 38 лет.

## Образование
Бизнес школа Henley проводит обучение по трём основным направлениям:
- Программы МВА и EMBA
  - Full Time MBA очное обучение преподается в главном кампусе Henley, Greenlands, Хенли-он-Темс, продолжительность обучения 12 месяцев;
  - Executive MBA программа обучения проходит в главном кампусе Henley, Greenlands, Henley-on-Thames, продолжительность обучения 21 месяц;
  - Flexible Executive MBA модульная программа обучения. Проводится в Хельсинки и 9 других точках мира (Копенгаген, Дублин, Хенли, Франкфурт, Мюнхен, Мальта, Йоханнесбург и Гонконг) продолжительность обучения 24 месяца.
- Специализированные программы для компаний в рамках корпоративного обучения руководящего состава высшего и среднего звена в формате mini MBA.
- DBA (доктор бизнес администрирования)

## Репутация
Хенли Бизнес-школа входит в группу 57 бизнес-школ мира, обладающих тройной аккредитацией. Всего в мире зарегистрировано около 13670 бизнес-школ.
В 1991 году Хенли бизнес-колледж был награждён Королевской хартией (Royal Charter) в знак признания качества преподавания. В 2006 году бизнес-колледж стал победителем в номинации на Королевскую премию (Queen's Award) за международную деятельность.
Хенли Бизнес-школа является третьей в мире по объему удовлетворения спроса потребителей краткосрочного и долгосрочного бизнес образования.
Программа full-time MBA заняла 42-е место в международном и 12-е место в региональном рейтингах The Economist в 2012г. 
Эта же программа, full-time MBA, заняла 1-е место в мире по развитию профессиональной сети  контактов и качественному отбору учащихся.
 
Программа executive MBA (EMBA)заняла 53 место в рейтинге Financial Times в 2012г.